# Narciso Mendoza (Chiapas)
Narciso Mendoza es una localidad del estado mexicano de Chiapas. Es parte del municipio de Chiapa de Corzo.

## Toponimia
El nombre de la localidad rinde homenaje a Narciso Mendoza, héroe de la Independencia de México.

## Demografía
| Gráfica de evolución demográfica |
|                                  |

| Censo | Población |
| ----- | --------- |
| 1940  | 155       |
| 1950  | 349       |
| 1960  | 580       |
| 1970  | 857       |
| 1980  | 689       |
| 1990  | 845       |
| 2000  | 976       |
| 2010  | 1 193     |
| 2020  | 1 353     |